# Discocyrtus banhado
Discocyrtus banhado is een hooiwagen uit de familie Gonyleptidae.